# Finn Wiest
Finn Wiest (* 1998 in Biberach an der Riß) ist ein deutscher Jazzmusiker (Schlagzeug, Komposition).

## Leben und Wirken
Wiest begann im Alter von vier Jahren mit dem Schlagzeugspiel. Zunächst erhielt er Unterricht bei Markus Merz, später bei Eckhard Stromer. In seiner Jugend gewann Finn zahlreiche nationale und internationale Musikwettbewerbe und wurde mit 17 Jahren in das Landesjugendjazzorchester Baden-Württemberg aufgenommen. Ab 2017 absolvierte er sein Bachelorstudium bei Jonas Burgwinkel und Michael Küttner an der Hochschule für Musik und Tanz Köln. Von 2020 bis 2022 gehörte er zum  Bundesjazzorchester; 2022 war er Mitglied des „Gutenberg Jazz Collective“, wo er mit Mentoren wie Billy Hart, Ben Street, Kris Davis, Becca Stevens und Ingrid Jensen zusammenarbeiten konnte. Im Herbst 2022 zog er nach New York, wo er im Frühjahr 2024 seinen Master am City College erhielt.
Wiest veröffentlichte 2025 sein selbstproduziertes Debüt Aurora mit den Saxophonisten Julius van Rhee und 
Victor Fox, dem Pianisten Leandro Irarragorri und Calvin Lennig am Bass. Weiterhin ist er an den Alben Wiedersehen von Stefan Schöler (Unit Records, 2021), Meet Me at the Loft von Pablo Held (2022) und Proyecto Colonia mit Melissa Pinto (2022) beteiligt. Er konzertierte und tourte zudem mit Musikern wie Reza Askari, Florian Ross, Ray Gallon, Rasmus Sørensen und Tyreek McDole.
Im Frühjahrssemester 2024 arbeitete Wiest als Assistenzlehrer für die Bachelor-Ensembles am City College of New York. Im April 2024 wurde er eingeladen, einen Meisterkurs beim „Struttin Jazz Lab“ in Mexiko-Stadt zu leiten.

## Preise und Auszeichnungen
2020 war Wiest mit der Formation „Hat Trio“ Finalist beim Biberacher Jazzpreis. 2022 erhielt er mit seinem eigenen Quintett den Preis für die beste Komposition beim Tremplin Jazz in Avignon.